# 三崎ウィンド・パワー
三崎ウィンド・パワー株式会社（みさきうぃんど・ぱわー、MISAKI WIND POWER Co., Ltd.）は、愛媛県西宇和郡伊方町にある、風力発電事業を目的とした事業会社。地元伊方町と総合商社丸紅が出資設立した第三セクター。佐田岬半島の先端（同町三崎地区）にて、四国最大規模の風力発電所、三崎ウインドパークを建設，運営している。

## 沿革
- 2004年8月 - 三崎町（現：伊方町）および丸紅が出資し、風力発電所の建設、電力販売事業などを目的として設立。
- 2007年3月 - 三崎ウインドパークが完成、四国電力への買電事業を開始。

## 発電所
所在地 ：愛媛県西宇和郡伊方町
三崎ウインドパーク
新エネルギー・産業技術総合開発機構（NEDO）の補助金を受け、清水建設によるフルターンキーで建設。総工事費約47億円。2006年12月に試運転を開始し、2007年2月末に完成。同年3月1日から営業運転を始めた。
- 発電容量 ： 20,000kW（1,000kW×20基 ： 三菱重工業製 MWT-1000A）
- 年間発電量 ： 5,000万kWh（一般家庭の約14,000世帯分）
- 年間売上見込 ： 約5億円

## 騒音問題
風力発電所の風車と民家が極端に近い場所が複数あり、一部には風車と民家の距離が２００ｍを切っている。この為、大きな騒音被害が発生している。
風車20基のうち4基が、住民からの騒音への苦情を受けて夜間に運転できない状態が続いている。
住民の間には移設や撤去を求める声もあり、事態打開のメドは立っていない。
この他の住宅地区でも騒音問題が発生し、防音サッシとエアコンが無償設置されている。